# 협계 태씨
협계 태씨(陜溪太氏)는 황해북도 신계군을 본관으로 하는 한국의 성씨이다. 시조는 발해황족 대인선 맏아들 태자 대광현(大光顯)이다. 고종 때 서북면병마사(西北面兵馬使)가 되어 몽골군을 격파한 공으로 협계군(陜溪君)에 봉해진 태집성을 중시조로 한다.

## 역사
시조는 고구려 유민 출신의 걸걸중상(乞乞仲象)이며, 족보에서는 대중상이라고 한다. 698년 고구려 무장(武將)이었던 걸걸대중상(乞乞仲象)의 아들 대조영(大祚榮)이 고구려 유민을 지배층으로 발해(渤海)를 세웠다. 걸걸중상과 대조영의 후손들은 대씨(大氏)와 태씨(太氏)로 분적했다. 시조 태집성(太集成)은 걸걸중상(乞乞仲象)의 후손인 태화균(太和鈞)의 8세손이다. 태집성은 고려 고종 때 서북면병마사(西北面兵馬使)가 되어 몽고군을 격파한 공으로 협계군(俠溪君)에 봉해졌다. 후손들이 태집성을 중시조로 하고 협계를 본관으로 하여 세계를 이어왔다.

## 대씨(大氏)가 태씨(太氏)로 바뀐 연유
대씨(大氏)가 태씨(太氏)로 바뀐 연유에 대해서는 두 가지 설이 있다.
첫째, 발해가 멸망한 뒤 934년(태조 17)에 세자 대광현(大光顯)이 발해유민 수만 명을 이끌고 고려로 망명하자, 고려 태조가 이들을 후하게 대접하고 그에게 원보수(元甫守)의 벼슬과 함께 태씨(太氏)를 하사하였다는 것이다.
둘째, 『동국통감(東國通監)』에서 대조영을 태조영(太祚榮)이라 한 후로 자손들이 태씨를 칭하였다는 것이다.
셋째,  고려(高旅) 고종(高宗)때에 서북면병마사(西北面兵馬使)로 몽골(夢古)의 침략을 격퇴한 중시조(中始祖) 태집성(太集成)을 고려사(高麗史) 세가(世家)에는 태집성으로 기록했지만 고려사 지(志)애는 대집성(大集成)으로 기록하였다.
이처럼 대(大)와 태(太)를 혼용하였다
넷쩨, 조선 후기 실학자인 유득공(柳得恭)의 저서인 발해고(渤海考)에 개혁실학자 성해응(成海應) 서문에는 [발해태씨(渤海太氏)는 속말수(䅇末水)에서 일으켰다]라고 기록했다

## 본관
협계(陜溪)는 황해도 신계군(新溪郡) 일원의 옛 지명이다. 태씨는 1930년도 국세조사 때 총 1,043가구가 있었는데 그 과반수인 568가구가 함경도에 거주하고 있었다.

## 분파
태씨는 협계(陜磎), 영순(永順), 남원(南原) 등을 관향으로 삼고 있으나 모두 발해(渤海)건국의 토대를 닦은 진국공(震國公) 대중상(大仲像)을 도시조(都始祖)로 하는 뿌리에서 갈라진 것이다.
함경도(咸鏡道)지방의 남원태씨는 이미 정묘보(丁卯譜:1927년)발간시 협계태씨(陜溪太氏)로 남북합보(南北合譜)를 했다.
이후 무술대동보(戊戌大同譜:2018년)를 발간시 협계(陜溪) 영순(永順) 양파가 백주태씨(白州太氏)로 합본(合本)했다.
이는 고려(高麗)태조(太祖)가 고려에 망명한 발해세자(渤海世子)대광현(大光顯)에게 백주(百州)를 식읍(食邑)으로 하사했기 때문이며 백주태씨는 표상적(表像的)인 본관(本貫)이고 실제 본관과 문중활동은  각기 협계(陜溪)와 영순(永順)의 본관을 유지하고 있다.

## 인물
- 태귀생(太貴生) : 자는 여인(汝仁)이고, 호는 정기제(正己齊)이다. 본관은 협계(陜溪)이며, 전라북도 남원(南原) 출신이다. 판서(判書) 태응진(太應辰)의 후손이며, 부친은 수문장(守門將) 태윤민(太潤民)이다. 계략이 담대하였고 말타기와 활쏘기에 뛰어났다. 1555년(조선 명종 10) 무과에 급제하여 주부(主簿)가 되었다. 임진왜란 때 서제(庶弟)인 태천생(太賤生), 아들 태상문(太尙文) 등과 함께 의병과 의곡(義穀)을 모아 군진(軍陣)으로 보내었다. 정유재란 때는 종족 및 수십 명의 종들을 이끌고 남원성(南原城)에 들어가 전라병사(全羅兵使) 이복남(李福男)과 더불어 성을 사수하다가 아우 태천생과 함께 전사하였다. 이후 선무원종공신(宣武原從功臣)에 녹훈(錄勳)되었다.

- 태상문(太尙文) : 자는 진옥(振玉)이고 호는 삼현정(三縣亭)이다. 본관은 협계(陜溪)이며 전라북도 남원(南原)에서 태어났다. 판서(判書) 태응진(太應辰)의 후손이다. 조부는 수문장(守門將) 태윤민(太潤民)이고, 부친은 주부(主簿) 태귀생(太貴生)이다. 정유재란 때 아버지 태귀생, 숙부(叔父) 태천생(太賤生)과 함께 남원성(南原城)에 들어가 성을 사수하였다. 전사한 아버지와 숙부의 시신을 수습하여 성 밖에서 매장하고 돌아오자 성은 이미 함락되고 말았다. 그 후 무과에 급제하고 1642년(조선 인조 2) 이괄의 난이 일어나자 서제(庶弟) 태팔회(太八回)와 조카 태복련(太福連)과 함께 싸우다가 전사하였다. 뒤에 선무원종공신(宣武原從功臣)으로 녹훈(錄勳)되고 동지중추부사(同知中樞府事)에 증직되었다.

- 태완선 : 제2, 5, 10대 국회의원, 전 대한상공회의소 회장
- 태기표 : 제2대 전라북도 정무부지사
- 태영호 : 제21대 국회의원, 전 조선민주주의인민공화국 외교관
- 태현실 : 영화배우, 탈렌트
- 태성주 : 협객

## 같이 보기
- 영순 태씨(永順 太氏)
- 밀양 대씨(密陽 大氏)